# 张志伟 (企业家)
张志伟，中国企业家。

## 生平
复旦大学毕业，后担任美的集团空调事业部北区推广总监、上海新华传媒订单中心总经理、海信科龙电器电子商务部总经理、京东商城黑电业务部总经理等职。2013年3月，乐视网宣布张志伟正式加盟，出任乐视网旗下子公司乐视致新销售副总裁，负责乐视TV超级电视和互联网机顶盒的销售业务。之后担任乐视生态O2O及LePar负责人，因业绩卓绝，他获得乐视全球2016年年度“HERO”。2016年11月，乐视控股进行调整结构，智能终端事业群下设“乐视生态销售与服务平台”，全面承载乐视生态包括超级电视、超级手机、VR、AR以及MFL所有智能终端产品的销售与服务。张志伟出任乐视生态销售与服务平台总裁。2017年5月，因乐视超级电视销售问题，原隶属于乐视电商负责的超级电视的销售职能统一并入乐视致新，由梁军直接管理；对应了线下乐帕体系的组织结构也调整为四大线下销售区域总部分管。